# Калининский район (Донецк)
Кали́нинский район (укр. Калі́нінський район) — район на востоке Донецка, примыкает к Червоногвардейскому району Макеевки. Площадь района составляет 19 км², основан в 1937 году.

## Население
Население района по переписи 2001 года составляло 103 249 человек.

### Языковой состав
Родной язык населения по данным переписи 2001 года:
| Язык       | Численность, чел. | Доля     |
| ---------- | ----------------- | -------- |
| Украинский | 12 430            | 12,04 %  |
| Русский    | 89 717            | 86,89 %  |
| Другое     | 1 102             | 1,07 %   |
| Итого      | 103 249           | 100,00 % |

## Достопримечательности
- Дворцы спорта «Дружба», «Спарта» (бывший «Строитель»),
- Донецкий государственный медицинский университет имени М.Горького
- Городской дворец детского и юношеского творчества,
- Городской дворец культуры,
- Гостиница «Нива»,
- Автодром, мотодром,
- Ботанический сад,
- Театр кукол.

## Религия
- Свято-Покровский храм,
- Храм Преподобного Агапита,
- Свято-Николаевский храм.

## Жилые районы
- многоэтажная застройка:

- - Парковый,
  - Черёмушки,
  - Красногвардейский,
  - Шанхай,
  - Нижняя Калиновка
- посёлки:
  - Калиновка,
  - Семёновка,
  - имени Карла Маркса,
  - Игнатьевка,
  - Шахтостроитель.

Проспект Ильича

Комитеты самоорганизации : Микрорайоны 1,2,3,4; Уличные комитеты 1,2,3,4,5,6 ; Домовые комитеты 3,4

## Основные автомагистрали
- просп. Ильича,
- просп. Мира,
- просп. Дзержинского,
- просп. Павших коммунаров,
- просп. Красногвардейский,
- бульв. Шевченко,
- бульв. Шахтостроителей,
- Макеевское шоссе,
- ул. Марии Ульяновой,
- ул. 50-й Гвардейской дивизии,
- ул. Сеченова.
- ул. Герцена

## Промышленные предприятия
- шахты имени Калинина (ГХК «Донуголь»), «Донбасс» (ГХК «Донецкуголь»), № 7-8,
- Донецкий пивоваренный завод «Сармат»,
- Донецкий мясокомбинат,
- Донецкий винный завод,
- Донецкая макаронная фабрика,
- Донецкий комбинат хлебопродуктов (элеватор),
- Предприятие «Донрыба» и другие.

## Здравоохранение
- Областная клиническая больница имени М. И. Калинина (ДОКТМО — Донецкое областное клиническое территориальное медицинское объединение); отделение кардиохирургии
- Областной кардиологический диспансер (ДОКТМО)
- Родильное отделение ДОКТМО
- Областная больница профессиональных заболеваний
- Областная детская клиническая больница
- Городская больница № 8 («Больница профосмотров»)
- Городская больница № 3, есть родильное отделение
- Детская областная больница
- Городской кожно-венерологический диспансер
- Городской наркологический диспансер
- Областной противотуберкулёзный диспансер

## Транспорт
- Донгорэлектротранспорт:
  - троллейбус — маршрут № 3 (редко), 4, 7, 8, 11, 12 (редко), 15 (редко) — преимущественно из центра города на юго-восток города и в Макеевку
  - трамвай — маршрут № 9 — в центр города, на границе с Будённовским районом также № 10, 11 (редко), 14 (редко).
- Метрополитен — планируются станции: «Калининская», «Проспект Ильича», «Донецк-2», «Проспект Мира», «Шахтостроительная», «Скоростное шоссе».
- железнодорожная станция Донецк-2